# Hoàng Vĩnh Thắng
Hoàng Vĩnh Thắng (giản thể: 黄永胜; phồn thể: 黃永勝; bính âm: Huáng Yǒngshèng; 1910–1983) là một vị tướng của Quân Giải phóng Nhân dân Trung Quốc. Năm 1955, ông đã được phong làm thượng tướng, và ông tiếp tục thăng chức trong suốt những năm 1950 và 1960, cuối cùng trở thành tham mưu trưởng của Lâm Bưu trong Cách mạng Văn hóa. Bởi vì liên đới mật thiết với Lâm Bưu, ông đã bị thanh trừng sau cái chết của Lâm Bưu vào năm 1971.
Ông từng là Bí thư Tỉnh ủy (Trung Quốc), Chủ nhiệm Ủy ban Cách mạng tỉnh Quảng Đông.

## Tiểu sử
Hoàng Vĩnh Thắng sinh tại quận Hàm Ninh (nay là địa cấp thị), Hồ Bắc.
Ông đã tham gia vào cuộc Khởi nghĩa thu hoạch vụ thu năm 1927, và vào tháng 12 cùng năm đã gia nhập Đảng Cộng sản Trung Quốc. Năm 1932, ông được bổ nhiệm làm chỉ huy Sư đoàn 31 của Hồng quân thứ 11, và sau đó là Sư đoàn 16 của Hồng quân thứ 22. Trong cuộc chiến chống Nhật Bản, ông được bổ nhiệm làm chỉ huy trung đoàn trong Sư đoàn 115 của Bát lộ quân.
Năm 1948, ông được bổ nhiệm làm chỉ huy của Lữ đoàn 6 thuộc Tập đoàn quân số 4. Sau đó vào năm 1948, Lữ đoàn 6 sáp nhập với các đơn vị khác vào Đạo quân thứ 43, và ông được bổ nhiệm làm chỉ huy của nó. Năm 1949, ông chỉ huy các Cụm tập đoàn Quân thứ 14 và 13. Sau khi thành lập Cộng hòa Nhân dân Trung Hoa, ông chỉ huy Cụm tập đoàn quân thứ 13, và sau đó là Cụm tập đoàn quân thứ 15.
Trong Chiến tranh Triều Tiên, ông chỉ huy Cụm tập đoàn quân thứ 13, và sau đó là Cụm tập đoàn quân thứ 15.
Trong cuộc cách mạng văn hóa, ông chỉ huy Quân khu Quảng Châu. Người ta ghi lại rằng sau đó trong các cuộc bạo động ủng hộ cộng sản ở Hồng Kông năm 1967, ông đề xuất xâm lược và chiếm đóng thuộc địa của Anh; tuy nhiên, kế hoạch của ông đã bị Chu Ân Lai phản đối.
Tháng 2 năm 1968, ông được bổ nhiệm làm Chủ nhiệm Ủy ban Cách mạng tỉnh Quảng Đông (tương ứng tên gọi hiện nay là Tỉnh trưởng Chính phủ Nhân dân tỉnh Quảng Đông), kiêm nhiệm Bí thư Tỉnh ủy tỉnh Quảng Đông.
Là một Tham mưu trưởng của PLA, vào năm 1969, ông được giao trách nhiệm xây dựng hệ thống đường hầm để quản lý trụ sở chỉ huy PLA trong trường hợp chiến tranh hạt nhân, được gọi là Dự án ngầm 131. Vị trí được chọn cho cơ sở nằm tại quê nhà của ông.
Trong cuộc cách mạng văn hóa, ông kết thân với Bộ trưởng quốc phòng Trung Quốc và phó thủ tướng Lâm Bưu, cuối cùng là tham mưu trưởng của Lâm Bưu. Vào mùa hè năm 1971, ngay trước cái chết của Lâm Bưu, ông đã đưa ra một tuyên bố mạnh mẽ lên án kế hoạch của Chu Ân Lai để tìm kiếm một mối quan hệ gần gũi hơn với Hoa Kỳ. Ông đã cố gắng hợp lý hoá vị trí của mình bằng cách nói rằng Hoa Kỳ là một nhà tư bản tàn héo, và sẽ đặc biệt nguy hiểm trong tình trạng này.
Ông mất chức sau cái chết của Lâm Bưu. Ông bị bắt ngày 24 tháng 9 năm 1971 - hai tuần sau âm mưu bị cáo buộc rằng Lâm Bưu ám sát Mao Trạch Đông. Sau khi bị bắt, ngay cả gia đình ông cũng không biết chuyện gì đang xảy ra với ông, cho đến khi ông bị đưa ra xét xử vào năm 1980 và bị kết án tù.

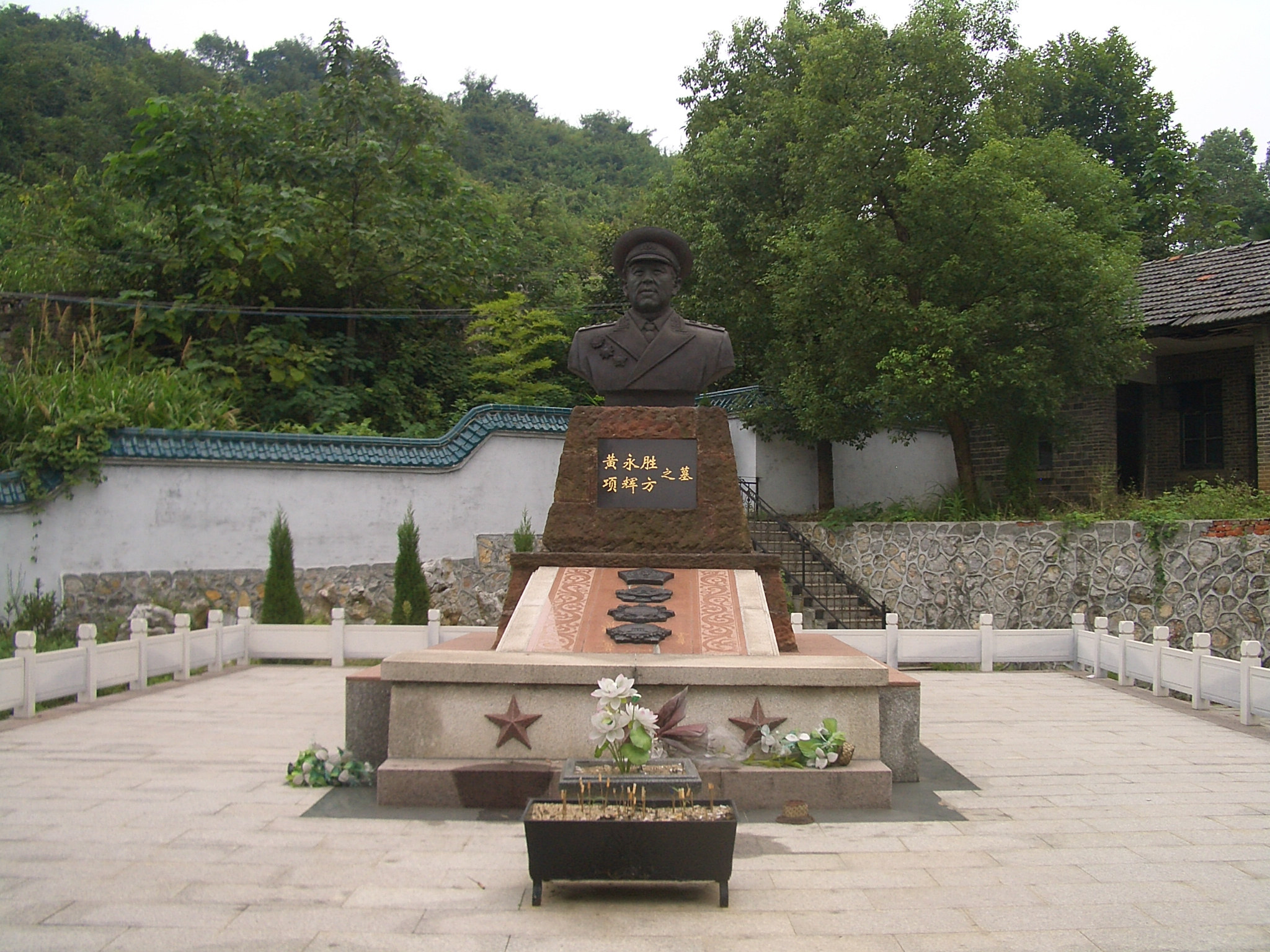
Ngôi mộ của Hoàng Vĩnh Thắng, tại khu vực Dự án ngầm 131

Sự tham gia của ông trong âm mưu ám sát Mao Trạch Đông đã được ngụ ý (mặc dù không được tuyên bố trực tiếp) bởi lời thú nhận của Lý Vĩ Tín (người duy nhất trong số những người bày mưu cho Lâm Bưu sống sót năm 1971). Trong phiên tòa năm 1980, chính phủ Trung Quốc đã đồng ý rằng ông không biết gì về kế hoạch ám sát của Lâm Lập Quả, hay chuyến bay của Lâm Bưu từ Trung Quốc.
Ông qua đời tại Thanh Đảo vào năm 1983. Ngôi mộ của ông nằm tại khu vực Dự án ngầm 131, hiện nay là một bảo tàng.